# Club de Teatro Fernandino
El Club de Teatro Fernandino es una institución teatral de Maldonado, siendo de las más antiguas en vigencia del teatro independiente Uruguayo.

## Historia
Nacido un 11 de abril de 1962, como resultado de décadas de labor teatral llevada a cabo por un grupo de profesores y entusiastas de la ciudad de Maldonado - Uruguay

## Sala Propia
A partir de 1995 llega a un acuerdo con los padres franciscanos para remodelar la antigua sala del cine Larrañaga, más tarde llamado cine Plaza de Maldonado, obras realizadas en primera instancia por Fray Domingo de Tacuarembo.
Dicha remodelación se inaugura en 1997 obteniendo así el anhelo de la sala teatral propia.

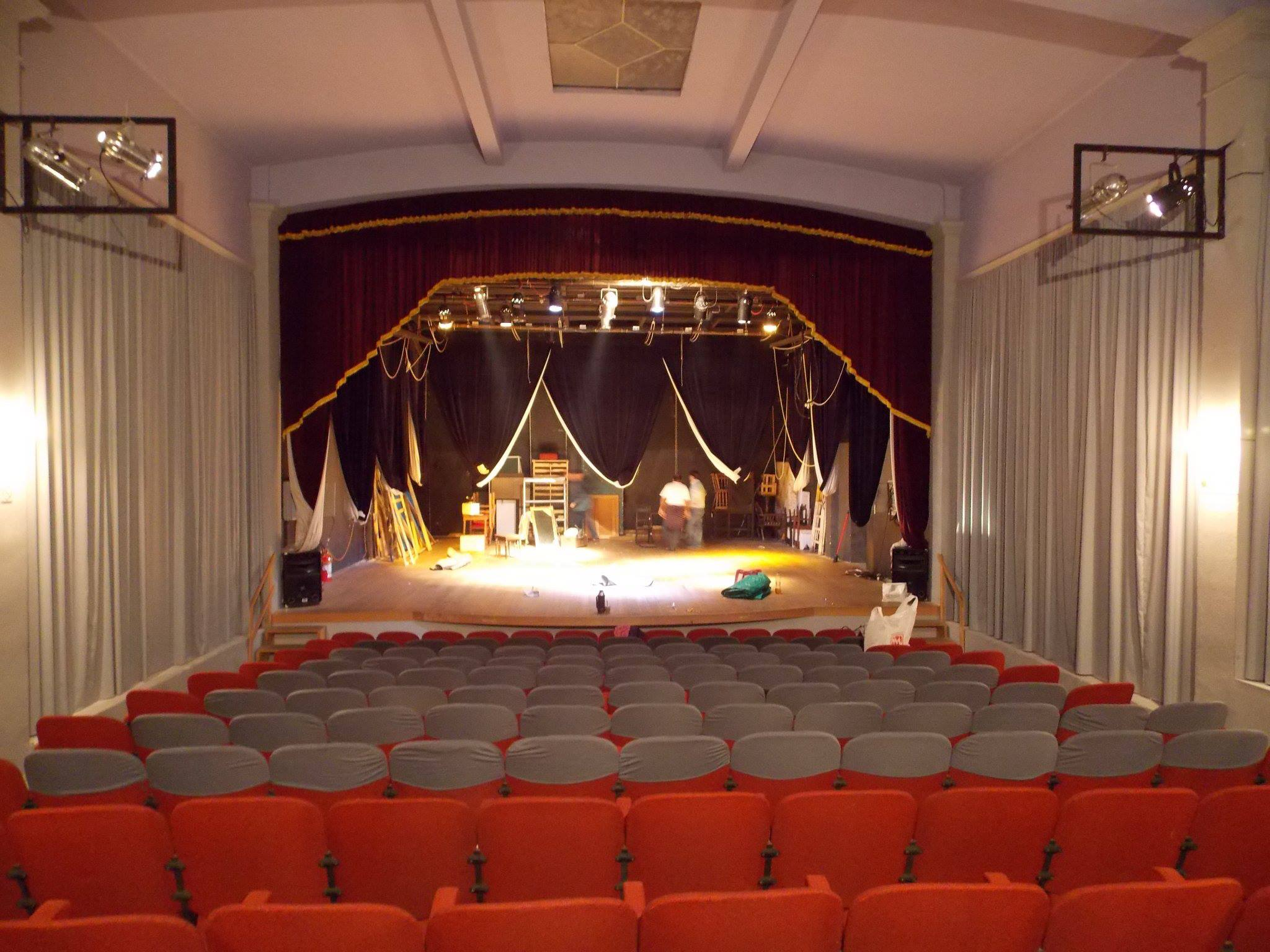
Teatro fernandino escenario